# Gerry Ashmore
Gerald „Gerry“ Ashmore (* 25. Juli 1936 in West Bromwich; † 25. August 2021) war ein britischer Autorennfahrer.

## Karriere
Gerry Ashmore nahm 1961 an drei Rennen der Automobil-Weltmeisterschaft teil. Er startete mit einem von ihm privat eingesetzten Lotus 18-Climax beim Großen Preis von Großbritannien und schied in der siebten Runde mit einem Schaden an der Zündung aus. Beim Großen Preis von Deutschland auf dem Nürburgring erreichte er mit einem Rückstand von zwei Runden auf den Sieger Stirling Moss den 14. Platz. Beim Großen Preis von Italien in Monza schied er schon in der ersten Runde durch Unfall aus. Dieses Rennen war gezeichnet durch den Todessturz, des in der Automobil-Weltmeisterschaft 1961 führenden Deutschen, Wolfgang Graf Berghe von Trips.

## Statistik

### Statistik in der Automobil-Weltmeisterschaft
Diese Statistik umfasst alle Teilnahmen des Fahrers an der Automobil-Weltmeisterschaft, die heutzutage als Formel-1-Weltmeisterschaft bezeichnet wird.

#### Gesamtübersicht
| Saison | Team          | Chassis  | Motor         | Rennen | Siege | Zweiter | Dritter | Poles | schn. Rennrunden | Punkte | WM-Pos. |
| ------ | ------------- | -------- | ------------- | ------ | ----- | ------- | ------- | ----- | ---------------- | ------ | ------- |
| 1961   | Gerry Ashmore | Lotus 18 | Climax 1.5 L4 | 3      | −     | −       | −       | −     | −                | −      | NC      |
| Gesamt | Gesamt        | Gesamt   | Gesamt        | 3      | −     | −       | −       | −     | −                | −      |         |

#### Einzelergebnisse
| Saison | 1 | 2 | 3 | 4   | 5  | 6   | 7 | 8 | 9 |
| ------ | - | - | - | --- | -- | --- | - | - | - |
| 1961   |   |   |   |     |    |     |   |   |   |
|        |   |   |   | DNF | 16 | DNF |   |   |   |
| 1962   |   |   |   |     |    |     |   |   |   |
|        |   |   |   |     |    | DNQ |   |   |   |

| Legende  | Legende            | Legende                                                          |
| Farbe    | Abkürzung          | Bedeutung                                                        |
| -------- | ------------------ | ---------------------------------------------------------------- |
| Gold     | –                  | Sieg                                                             |
| Silber   | –                  | 2. Platz                                                         |
| Bronze   | –                  | 3. Platz                                                         |
| Grün     | –                  | Platzierung in den Punkten                                       |
| Blau     | –                  | Klassifiziert außerhalb der Punkteränge                          |
| Violett  | DNF                | Rennen nicht beendet (did not finish)                            |
| Violett  | NC                 | nicht klassifiziert (not classified)                             |
| Rot      | DNQ                | nicht qualifiziert (did not qualify)                             |
| Rot      | DNPQ               | in Vorqualifikation gescheitert (did not pre-qualify)            |
| Schwarz  | DSQ                | disqualifiziert (disqualified)                                   |
| Weiß     | DNS                | nicht am Start (did not start)                                   |
| Weiß     | WD                 | zurückgezogen (withdrawn)                                        |
| Hellblau | PO                 | nur am Training teilgenommen (practiced only)                    |
| Hellblau | TD                 | Freitags-Testfahrer (test driver)                                |
| ohne     | DNP                | nicht am Training teilgenommen (did not practice)                |
| ohne     | INJ                | verletzt oder krank (injured)                                    |
| ohne     | EX                 | ausgeschlossen (excluded)                                        |
| ohne     | DNA                | nicht erschienen (did not arrive)                                |
| ohne     | C                  | Rennen abgesagt (cancelled)                                      |
| ohne     | keine WM-Teilnahme |                                                                  |
| sonstige | P/fett             | Pole-Position                                                    |
| sonstige | 1/2/3/4/5/6/7/8    | Punktplatzierung im Sprint-/Qualifikationsrennen                 |
| sonstige | SR/kursiv          | Schnellste Rennrunde                                             |
| sonstige | *                  | nicht im Ziel, aufgrund der zurückgelegten Distanz aber gewertet |
| sonstige | ()                 | Streichresultate                                                 |
| sonstige | unterstrichen      | Führender in der Gesamtwertung                                   |